# Racing Club de Lens 1988-1989
Questa voce raccoglie le informazioni riguardanti il Racing Club de Lens nelle competizioni ufficiali della stagione 1988-1989.

## Maglie e sponsor
Lo sponsor tecnico per la stagione 1988-1989 è Adidas, mentre lo sponsor ufficiale è Auchan.
| Manica sinistra · Maglietta · Maglietta · Manica destra · Pantaloncini · Pantaloncini · Calzettoni · Calzettoni |

## Rosa
| N. |                    | Ruolo | Calciatore             |
| -- | ------------------ | ----- | ---------------------- |
|    | Francia (bandiera) | P     | Christophe Baiocco     |
|    | Francia (bandiera) | P     | Christophe Gardié      |
|    | Francia (bandiera) | D     | Oliver Baudry          |
|    | Francia (bandiera) | D     | Didier Dubois          |
|    | Francia (bandiera) | D     | Jean-Marc Furlan       |
|    | Francia (bandiera) | D     | Jean-Luc Le Magueresse |
|    | Francia (bandiera) | D     | Paul Leroy             |
|    | Francia (bandiera) | D     | Cyrille Magnier        |
|    | Francia (bandiera) | D     | Thierry Rabat          |
|    | Francia (bandiera) | D     | Éric Sikora            |
|    | Francia (bandiera) | D     | Jean-Guy Wallemme      |
|    | Francia (bandiera) | D     | Christian Zajakowski   |

| N. |                           | Ruolo | Calciatore         |
| -- | ------------------------- | ----- | ------------------ |
|    | Costa d'Avorio (bandiera) | D     | Patrice Zéré       |
|    | Madagascar (bandiera)     | C     | Hervé Arsène       |
|    | Francia (bandiera)        | C     | Philippe Avenet    |
|    | Francia (bandiera)        | C     | Dominique Lefèbvre |
|    | Camerun (bandiera)        | C     | Cyrille Makanaky   |
|    | Francia (bandiera)        | C     | Patrice Monteilh   |
|    | Francia (bandiera)        | C     | Jean-Claude Pagal  |
|    | Jugoslavia (bandiera)     | C     | Blaž Slišković     |
|    | Francia (bandiera)        | A     | Laurent Hochart    |
|    | Francia (bandiera)        | A     | Marc Maufroy       |
|    | Algeria (bandiera)        | A     | Chérif Oudjani     |
|    | Polonia (bandiera)        | A     | Cezary Tobollik    |

## Statistiche

### Andamento in campionato
| Giornata  | 1  | 2  | 3  | 4  | 5  | 6  | 7  | 8  | 9  | 10 | 11 | 12 | 13 | 14 | 15 | 16 | 17 | 18 | 19 | 20 | 21 | 22 | 23 | 24 | 25 | 26 | 27 | 28 | 29 | 30 | 31 | 32 | 33 | 34 | 35 | 36 | 37 | 38 |
| --------- | -- | -- | -- | -- | -- | -- | -- | -- | -- | -- | -- | -- | -- | -- | -- | -- | -- | -- | -- | -- | -- | -- | -- | -- | -- | -- | -- | -- | -- | -- | -- | -- | -- | -- | -- | -- | -- | -- |
| Luogo     | C  | T  | C  | T  | C  | T  | C  | T  | C  | T  | C  | T  | T  | C  | T  | C  | T  | C  | T  | C  | T  | C  | T  | C  | T  | C  | C  | T  | T  | C  | C  | T  | C  | T  | C  | T  | C  | T  |
| Risultato | P  | P  | P  | V  | N  | P  | N  | P  | N  | P  | P  | P  | P  | N  | P  | P  | P  | V  | P  | N  | P  | P  | P  | P  | P  | P  | P  | P  | P  | V  | P  | P  | N  | P  | N  | P  | N  | P  |
| Posizione | 17 | 17 | 19 | 14 | 16 | 17 | 18 | 18 | 18 | 18 | 19 | 19 | 20 | 20 | 20 | 20 | 20 | 20 | 20 | 20 | 20 | 20 | 20 | 20 | 20 | 20 | 20 | 20 | 20 | 20 | 20 | 20 | 20 | 20 | 20 | 20 | 20 | 20 |

Fonte:  France » Ligue 1 1988/1989 » Schedule, su worldfootball.net.
Legenda:

Luogo: C = Casa; T = Trasferta. Risultato: V = Vittoria; N = Pareggio; P = Sconfitta.